# Хутія
Хутія (Capromys) — рід гризунів з родини щетинцевих (Echimyidae). Тварини переважно з Куби, хоча один вимерлий підвид хутії Десмареста відомий з Великого Кайману.